# Eusparassus
Eusparassus là một chi nhện trong họ Sparassidae.

## Các loài
- Eusparassus barbarus Lucas, 1846 — Algeria
- Eusparassus bicorniger Pocock, 1898 — Egypt, Ethiopia, East Africa
- Eusparassus concolor Caporiacco, 1939 — Ethiopia
- Eusparassus cornipalpis Strand, 1906 — Ethiopia
- Eusparassus dufouri Simon, 1932 — Western Mediterranean
  - Eusparassus dufouri atlanticus Simon, 1909 — Morocco
  - Eusparassus dufouri maximus Strand, 1906 — Algeria, Tunisia
- Eusparassus flavovittatus Caporiacco, 1935 — Karakorum
- Eusparassus fulviclypeus Strand, 1906 — Ethiopia
- Eusparassus fuscimanus Denis, 1958 — Afghanistan
- Eusparassus laterifuscus Strand, 1908 — Madagascar
- Eusparassus letourneuxi Simon, 1874 — Algeria, Tunisia
- Eusparassus levantinus Urones, 2006 — Spain
- Eusparassus lilus Strand, 1907 — Java
- Eusparassus nanjianensis Hu & Fu, 1985 — China
- Eusparassus nigrichelis Strand, 1906 — Ethiopia
- Eusparassus oculatus Kroneberg, 1875 — Central Asia
- Eusparassus oraniensis Lucas, 1846 — North Africa
- Eusparassus palystiformis Strand, 1907 — South Africa
- Eusparassus pontii Caporiacco, 1935 — Karakorum
- Eusparassus potanini Simon, 1895 — China
- Eusparassus quinquedentatus Strand, 1906 — West Africa
- Eusparassus rufobrunneus Caporiacco, 1941 — Ethiopia
- Eusparassus sexdentatus Strand, 1906 — West Africa
- Eusparassus shefteli Chamberlin, 1916 — Peru
- Eusparassus subadultus Strand, 1906 — Ethiopia
- Eusparassus syrticus Simon, 1909 — Algeria, Tunisia
- Eusparassus ubae Strand, 1906 — East Africa
- Eusparassus walckenaeri Audouin, 1826 — Eastern Mediterranean to Afghanistan

## Hình ảnh

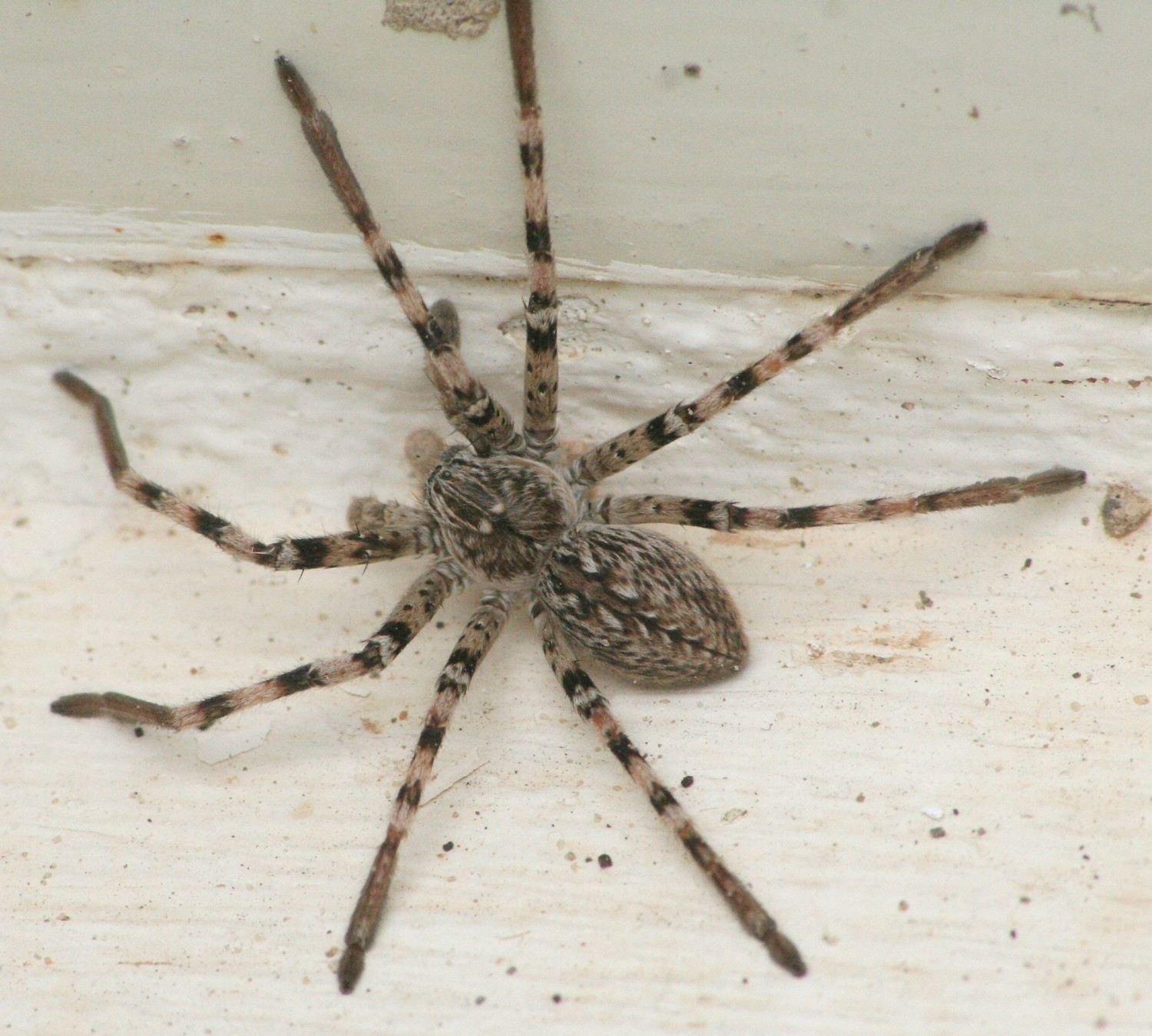
Eusparassus dufouri
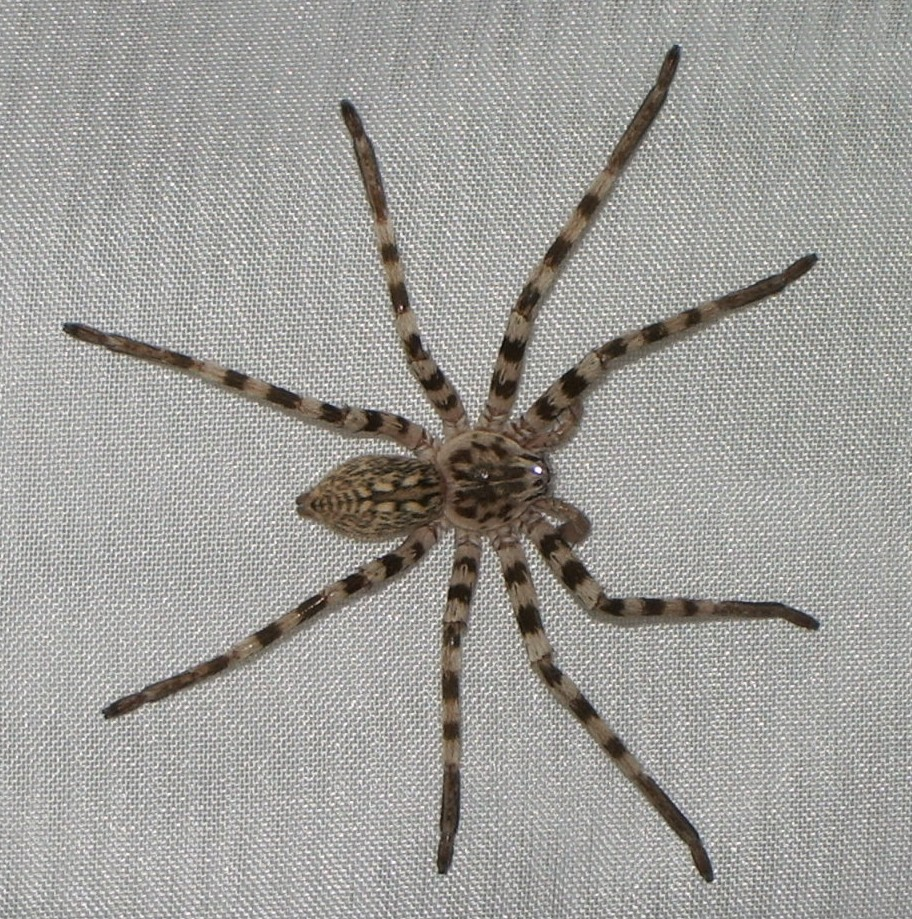
Eusparassus walckenaeri